# Producció cinematogràfica
La producció cinematogràfica o producció audiovisual és la creació de continguts per a mitjans de comunicació audiovisuals, especialment el cinema i la televisió, independentment del suport emprat i del gènere.
La producció d'un projecte audiovisual implica tres fases per tal que es pugui dur a terme: la preproducció o planificació, la producció o execució i la postproducció o muntatge i edició. Per acabar i pertanyent a la part de la postproducció, es troba l'exportació.

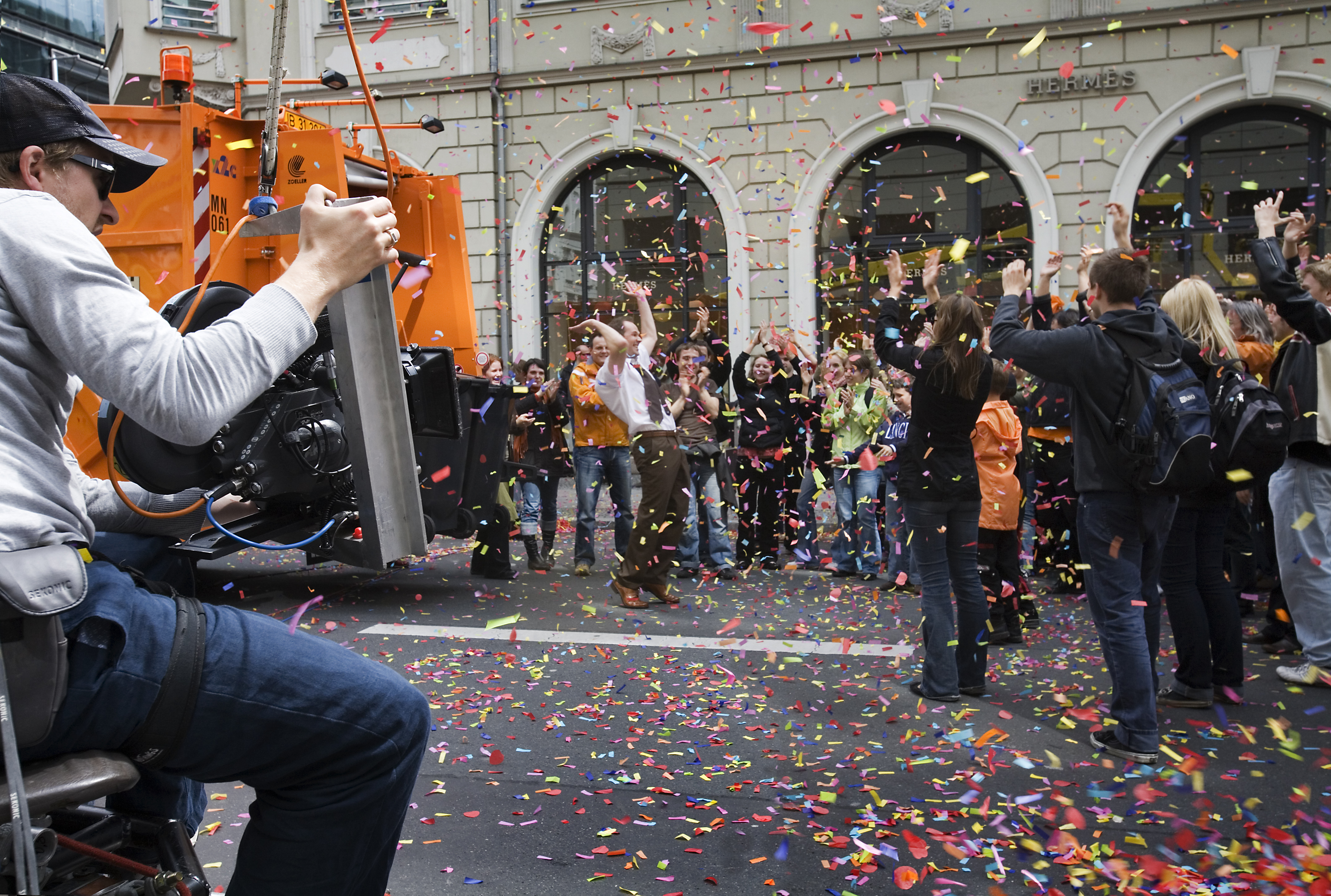
Rodatge d'un espot publicitari a Berlín

El procés de rodatge és el procediment de creació d'una pel·lícula. El rodatge està format per diferents etapes, de les quals formen part una història inicial, una idea o un encàrrec. I es duu a terme a partir d'un guió, el càsting del repartiment, la filmació, l'enregistrament i reproducció del so, l'edició, i la projecció del resultat final de la pel·lícula davant un públic. El rodatge té lloc en diversos contextos econòmics, socials i polítics i fa ús d'una gran varietat de tecnologies i tècniques cinematogràfiques. Normalment, es necessita per a això una gran quantitat de professionals, i es pot tardar a rodar des d'uns quants mesos a diversos anys.
En qualsevol producció és fonamental confeccionar un pla de treball. El primer que s'ha de tenir en compte, abans de dur endavant una producció, és preguntar-se de quin tipus de projecte es tracta, quina duració tindrà i a quina categoria pertanyerà, a quin públic es dirigirà i quins són els recursos amb els quals es compta, aquests aspectes són part de la preproducció. A continuació, es materialitzen les decisions preses durant aquesta darrera fase i de manera coordinada treballen tots els equips de so, il·luminació, àudio, escenografia, vestuari, etc. Per acabar, se selecciona el material gravat i es dona peu a l'edició i el muntatge, que garantiran un producte final.

## Etapes de producció
Les empreses utilitzen factors de producció, també anomenats inputs, per a obtenir un producte, també anomenat output. La funció de producció descriu la relació que existeix entre la quantitat d'inputs i la quantitat de producte. El rodatge està format per cinc grans etapes:
- Desenvolupament: en la primera etapa es creen les idees per a la pel·lícula, es compren els drets de llibres/obres i s'escriu el guió. És necessari cercar el finançament del projecte.
- Preproducció: per a preparar tot el necessari per al rodatge es contracta el repartiment d'intèrprets i personal, es trien els escenaris i es crea el set d'enregistrament.
- Producció: els elements que no són necessaris d'editar es filmen durant el procés d'enregistrament.
- Postproducció: s'editen les imatges, el so i els efectes especials de les pel·lícules.
- Distribució: la pel·lícula resultant es distribueix i s'estrena en els cinemes o en les plataformes digitals.

## Preproducció
La preproducció és l'activitat prèvia a la producció audiovisual on cal deixar molt clar què es vol aconseguir. Comprèn des del moment en el qual neix la idea fins que es comença la gravació. S'hi duen a terme diverses activitats com la supervisió i correcció del guió tècnic; la selecció dels llocs on es durà a terme la fase de producció; la contractació dels equips tècnics, artístics, d'edició, de vestuari, de maquillatge, etc, amb els quals es comptarà durant la realització del producte; i, finalment, la confecció d'un pla de treball, on quedaran programades les activitats que s'hauran d'acomplir cada dia.
Per enfrontar una producció audiovisual cal deixar constància per escrit d'allò que es vol fer, això ajuda a aclarir les idees, evita la improvisació i, sobretot, estalvia temps posteriorment, quan s'inicia la producció.
En tota producció audiovisual, dins d'aquesta fase es fa la planificació del guió, es busquen les localitzacions, es porta a terme el càsting (si és necessari), i es prepara tota la infraestructura tècnica de llum i so i els paraments escenogràfics. Per acabar, es determinen les pautes per a treballar i organitzar-se. Això no vol dir que no es puguin realitzar tantes modificacions com facin falta a mesura que es duu a terme la producció, si aquestes han de servir per enriquir o embellir el plantejament inicial. El document on queda escrit tot el que es vol fer s'anomena projecte audiovisual.
Per a desenvolupar qualsevol producció audiovisual es parteix d'un guió. El guió no és res més que el tractament cinematogràfic, audiovisual, de l'argument. S'ha de transformar allò que succeirà en la història en imatges i sons.

## Guió literari
El guió literari és el primer element de treball de qualsevol producció puix que ens explica què succeeix, com és allò que es veu, com se'ns mostra i què podem escoltar. Per tant, allò que puguem llegir en un guió ja ens descriu força quina forma tindrà la narració audiovisual.

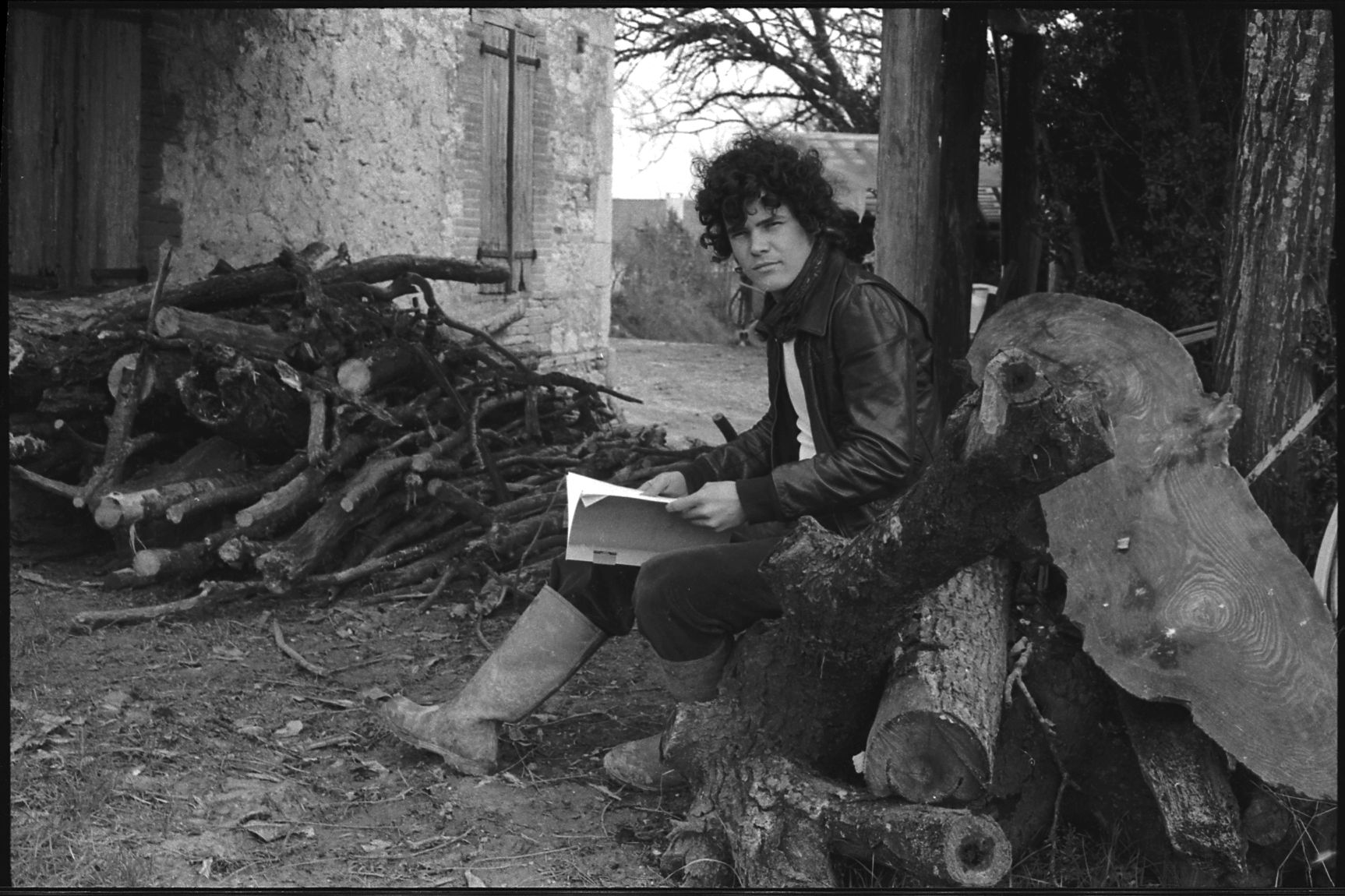
L'actor Pierre Blaise llegint el guió de Lacombe Lucien

El guió literari dona forma a l'argument, configura el contingut de la pel·lícula i en determina l'estètica. A partir d'aquest es pot començar a organitzar tota la fase de preproducció. S'estructura per seqüències, convenientment numerades i col·locades una al darrer de l'altra, de forma cronològica. A l'inici de cada seqüència s'indica on succeeix l'acció, si és un espai interior o exterior i també es pot especificar el moment del dia, si és al matí, al migdia, a la tarda, al vespre o a la nit. De cada seqüència es descriu allò que succeeix i allò que podem escoltar. Aquesta informació pot presentar-se de diverses formes, poden ser moltes les formes d'escriptura a través de les quals un guió ens expliqui el que succeeix en una història. A vegades les descripcions dels plans que es veuen en una pel·lícula són molt precises, en d'altres es detalla molt més l'acció que els personatges desenvolupen o es descriuen les característiques dels espais. En tots els casos, però, la narració ha de permetre imaginar la història a través d'imatges i de sons.

### Guió tècnic
El guió tècnic es fa a partir del guió literari. És la transcripció escrita de les imatges i dels sons tal com apareixeran després a la pantalla. Determina exactament com s'ha de gravar cada una de les seqüències d'una pel·lícula o d'allò que es veurà a la pantalla.
Dins del guió tècnic es fa un desglossament dels plans de cada seqüència, s'especifica el comportament dels intèrprets i de la càmera, es detallen elements tècnics com la il·luminació o altres efectes, i es concreta la banda sonora en relació amb diferents plans.
Hi ha diversos sistemes de construcció d'un guió tècnic. De fet, no és important el format, sinó que s'hi recullin totes les indicacions que cal considerar en el moment de la planificació, execució i el muntatge.
- Els plans: cada una de les seqüències del guió literari s'especifiquen amb plans. S'ha de detallar cada un dels plans que s'hauran de gravar, col·locant-los correlativament respecte de l'ordre en què apareixen i de forma numerada.
- Localització i elements temporals: s'han de detallar les condicions del rodatge, si l'espai és interior o exterior i quin moment del dia és.

- La càmera: s'ha de precisar amb claredat la posició de la càmera, l'objectiu que s'ha d'utilitzar, el punt de vista de la presa, el moviment que ha d'adoptar i altres detalls que conformaran l'enquadrament, el fora de camp, etc.
- L'acció: s'ha de descriure sintèticament el desenvolupament de cadascun dels plans, especificant el moviment intern del personatge i l'extern de la càmera amb els desplaçaments concrets.
- Banda sonora: s'hi indica els components habituals (diàlegs, música i efectes sonors i ambientals).

### Guió il·lustrat
El guió tècnic desencadena en l'storyboard o guió il·lustrat. Aquest és la representació gràfica del guió i està format per un conjunt de dibuixos que agrupats formen vinyetes que representen les seqüències o inclús els plans d'un text audiovisual. Cal aclarir que aquestes vinyetes poden realitzar-se de manera autònoma o es poden col·locar dins el guió tècnic com a especificacions dels plans que aquest expressa.

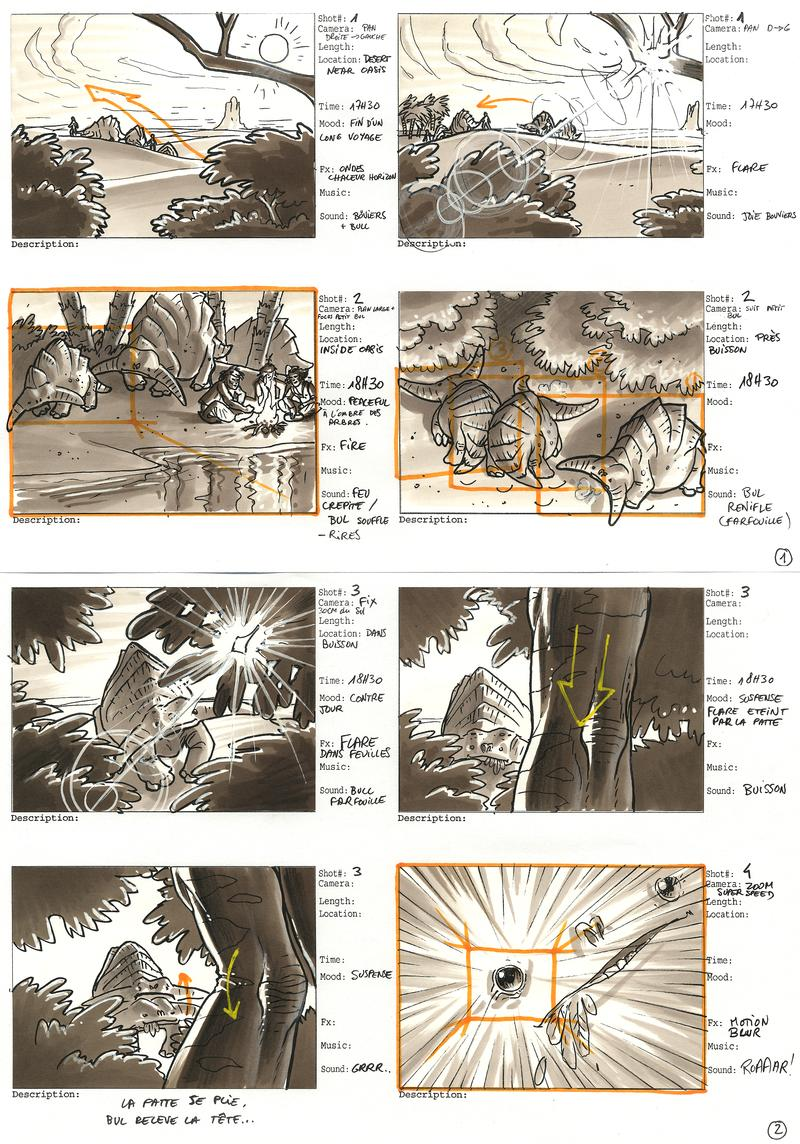
Exemple de guió il·lustrat

Els guions il·lustrats són singularment pràctics quan les seqüències comporten accions complicades, es tracta de produccions publicitàries o en el cas dels dibuixos animats. Actualment, molts guions il·lustrats es fan amb eines informàtiques per a facilitar la feina manual que hi ha darrere d'aquests dibuixos.
De vegades el guió il·lustrat es confon amb el còmic, però hi ha una sèrie de normes que diferencien aquests models. Per començar el guió il·lustrat té totes les vinyetes de la mateixa grandària, mentre que el còmic poden variar les seves dimensions. En segon lloc, el guió il·lustrat mai inclou bafarades amb diàlegs o onomatopeies perquè tots els aclariments de les escenes o plans com ara la música o els moviments de càmera, és a dir aspectes que la preproducció no pot controlar, i que es troben fora de les vinyetes com a indicacions. D'altra banda, les vinyetes poden indicar el moviment d'alguns elements de l'escena que es vol reproduir a la producció, mitjançant fletxes.
Quelcom important és el fet que no hi ha cap clàusula que digui que els dibuixos d'un guió il·lustrat han de ser d'una manera en concret, així afirmant que qualsevol material visual que pugui transmetre les idees que l'autor vol expressar és vàlid, per tan trobem una gran diversitat de guions il·lustrats, alguns formats per retalls de revistes, fotografies o fins i tot dibuixos bàsics. Amb tot, cada vinyeta ha de contenir la següent informació:
- Número i títol de l'escena
- Número del pla dins de l'escena
- Breu descripció de l'àudio
- Observacions tècniques (si cal)
- Transicions entre plans

## Producció
La fase de la producció i el rodatge és la posada en pràctica de totes les idees pensades en la fase de preproducció, com per exemple la concreció del guionatge, la gravació, la captura del so en les escenes i, en definitiva, tot el que té a veure amb la capacitat tècnica necessària per concretar el guió tècnic. En aquesta etapa s'incorporen l'equip de càmeres, els tècnics de so, l'equip de direcció artística i decoració, els il·luminadors, etc.
Els anomenats productors són encarregats de: planificar, gestionar i dirigir els recursos tècnics, humans i econòmics que són necessaris per dur a terme l'elaboració d'aquests productes. Per començar, trobem el productor general, que s'encarrega i és responsable de tot l'equip que el conforma. També hi ha el productor executiu, que és qui aporta el capital, organitza i controla el projecte, de vegades és una empresa.
El productor és el màxim responsable de l'organització tècnica i de l'administració dels diners. Es pot donar el cas que sigui el mateix gestor del projecte o un executiu que l'empresa col·loca com a representant seu. A continuació, tenim el coproductor que és l'executiu que representa a altres empreses que s'associen a la producció del projecte. Sovint ens podem trobar amb el productor associat, el qual aporta capital a la producció per tal d'obtenir un guany, però generalment no intervé en el procés productiu.
El director de producció és el delegat del productor executiu, pot assumir la gestió administrativa. El cap de producció és el responsable de l'etapa de rodatge. Després hi ha els ajudants de producció, els quals s'encarreguen de mantenir els contactes amb l'equip per solucionar els problemes i fer-se càrrec de les necessitats dels diferents departaments de treball.
El secretari de producció executa les tasques burocràtiques pròpies de la producció. Els auxiliars de producció s'ocupen de proveir les necessitats urgents que sorgeixen durant la gravació. Per acabar, trobem el secretari d'administració, el comptable i els assistents i enllaços d'enregistrament en exterior.

## Postproducció
Després d'haver rodat la peça audiovisual arriba el moment de muntar-la. És el que anomenem procés de postproducció audiovisual, el qual consisteix en la manipulació de material digital o analògic. És utilitzat principalment al cinema, encara que també és fonamental a la televisió, publicitat, música o ràdio. Aquesta etapa aglutina un conjunt de processos que s'apliquen al material enregistrat, com ara el muntatge, el subtitulat, la veu en off, els efectes especials, el retoc de color, etc.

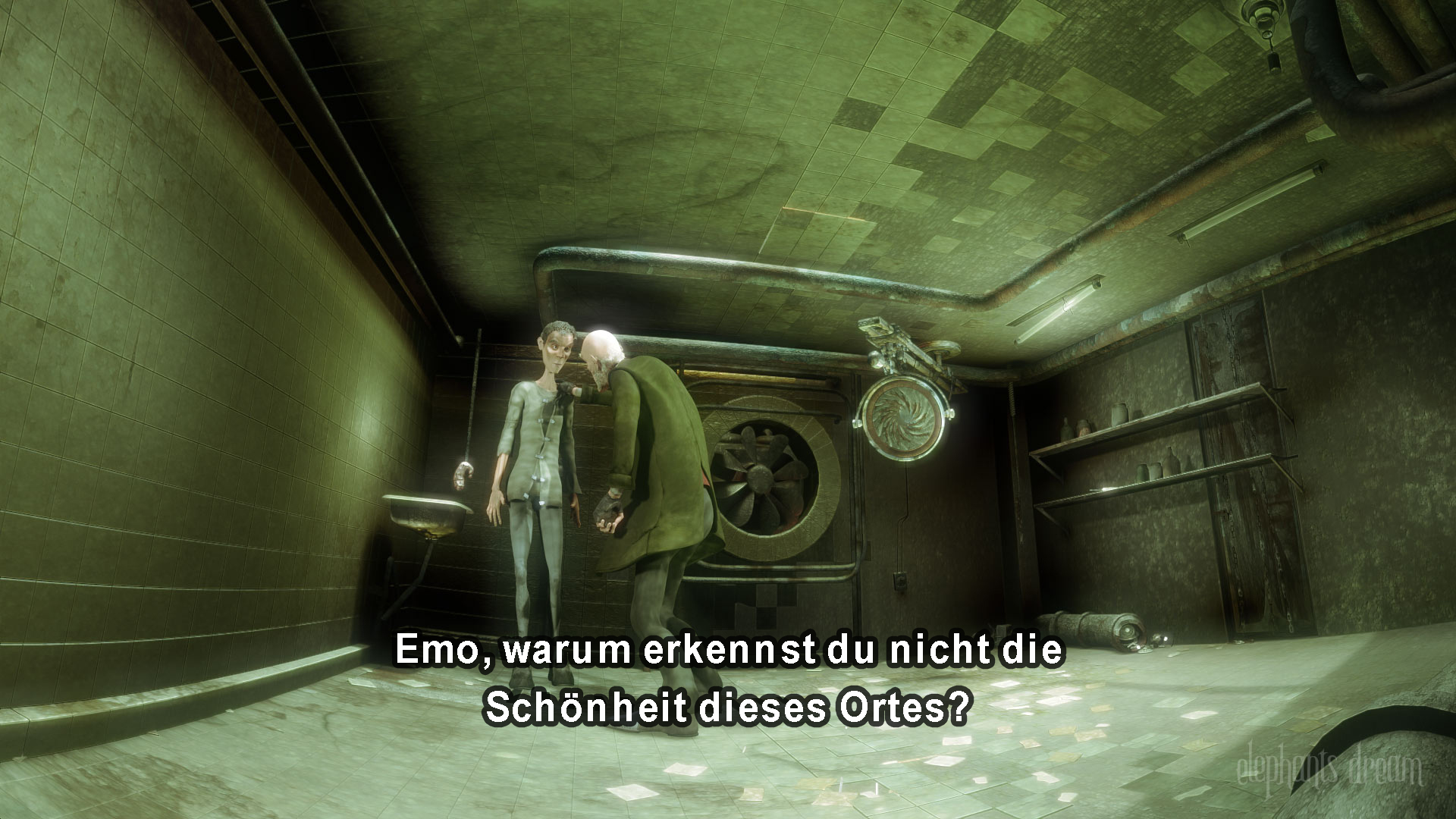
Subtítols en alemany d'una pel·lícula neerlandesa gravada originalment en anglès

Una altra de les tasques de la postproducció audiovisual és la realització de gràfics en moviment, els quals ens poden servir com a entrada o sortida del nostre vídeo, o la col·locació del logotip si per exemple estem realitzant un vídeo corporatiu per a empreses. Si el projecte que s'ha dut a terme és una pel·lícula, un curtmetratge o un programa de televisió també s'haurien de realitzar títols de crèdit així com els rètols necessaris per informar sobre el que s'està veient a la pantalla. Es distingeixen dos tipus de postproducció: la de vídeo i la d'àudio.
Quelcom que s'ha de tenir en compte a la fase de postproducció és el so, aquest ha de ser òptim, ja que mai no s'obtindrà una bona peça audiovisual si algun dels dos elements (el so i la imatge) no són bons.
Un altre aspecte important són les transicions, podem afegir foses en negre o encadenats entre imatges per simbolitzar el·lipsis temporals o per acabar i/o començar el nostre producte audiovisual. Es tracta, per tant, de recursos narratius. També cal introduir transicions d'àudio.
Si es vol reforçar certs valors narratius, la música pot ser un element molt útil en el muntatge. Molts cops aquesta funciona com a emfatitzador de sentiments i pot donar valors que a la imatge restaven ocults. A la pràctica, si tenim un personatge sol i li posem una música trista, ens semblarà que el personatge està trist, encara que l'expressió de la seva cara no sigui massa significativa. Si, per contra, li posem una música alegre, aquella escena prendrà un altre aire i semblarà que aquest estigui content.
La correcció de color és aconseguir que la part visual del vídeo es vegi correctament i amb la millor qualitat de color possible, és a dir, suficient brillantor i contrast. Tot i que en el moment de gravació s'hagi calibrat la càmera, cal perfeccionar la imatge utilitzant un efecte de correcció de color per a obtenir un resultat més professional. La part més important de la correcció del color és el fet que entre escena i escena hi hagi homogeneïtat, és a dir, que es vegin amb els mateixos tons de brillantor, color, contrast, etc. i no s'apreciï el canvi d'escena o clip.

## Exportació
Un cop acabada la postproducció audiovisual s'ha d'exportar el vídeo per obtenir el producte final que permeti gaudir-ne com a element independent i reproduïble a través d'altres aplicacions (mòbil, televisió o internet). D'aquí neix aquesta fase final: l'exportació.
Al renderitzat final s'han de determinar valors com la compressió o el format del vídeo, la qual cosa dependrà del mitjà en el qual s'hagi de reproduir perquè no és el mateix renderitzar el vídeo per a un lloc web que per a la televisió, o realitzar una compressió per a dispositius mòbils, que per a un DVD interactiu en el qual s'hagi d'incloure, fins i tot, un menú, és a dir, desenvolupar un mapa de navegació que permeti navegar pel projecte. Per això, és important plantejar aquests aspectes en la preproducció audiovisual al marge dels costos que pot implicar una opció o altra.